# Nyträskavan
Nyträskavan är en sjö i Älvsbyns kommun i Norrbotten och ingår i Piteälvens huvudavrinningsområde. Sjön har en area på 0,139 kvadratkilometer och ligger 207 meter över havet. Nyträskavan ligger i Piteälven Natura 2000-område. Sjön avvattnas av vattendraget Nyträskbäcken.

## Delavrinningsområde
Nyträskavan ingår i det delavrinningsområde (732115-170738) som SMHI kallar för Mynnar i Vitbäcken. Medelhöjden är 208 meter över havet och ytan är 7,9 kvadratkilometer. Det finns inga avrinningsområden uppströms utan avrinningsområdet är högsta punkten. Nyträskbäcken som avvattnar avrinningsområdet har biflödesordning 4, vilket innebär att vattnet flödar genom totalt 4 vattendrag innan det når havet efter 93 kilometer. Avrinningsområdet består mestadels av skog (66 procent). Avrinningsområdet har 0,43 kvadratkilometer vattenytor vilket ger det en sjöprocent på 5,5 procent.